# Weißschwanz-Blaurabe
Der Weißschwanz-Blaurabe (Cyanocorax mystacalis) ist eine Vogelart aus der Familie der Rabenvögel (Corvidae), die in Ecuador und Peru verbreitet ist. Der Bestand wird von der IUCN als nicht gefährdet (Least Concern) eingeschätzt. Die Art gilt als monotypisch.

## Merkmale
Der Weißschwanz-Blaurabe erreicht eine Körperlänge von etwa 33 cm bei einem Gewicht des Männchens von 160 g und des Weibchens von 148 g. Die Federn des vorderen Oberkopfs besteht aus kurzen Büscheln und stehen aufrecht nach oben. Der vordere Oberkopf, der Oberkopf, die Kopfseiten, die Nackenseiten, die Kehle und Oberbrust sind schwarz. Bei einigen Exemplaren tendiert die Färbung der Kehle und Oberbrust zu sepia. Ein kleiner weißer Fleck gelegentlich mit bläulichem Schimmer befindet sich über dem Auge. Die inneren Ränder der Handschwingen wirken schwärzlich. Der sonst weiße Schwanz ist an den zentralen Steuerfedern hell cyanblau mit weißen Spitzen. Die Iris ist hell zitronengelb, der Schnabel und die Beine schwarz. Es besteht kein Sexualdimorphismus. Jungtiere haben an den Backenfedern mehr oder weniger purpurblaue Flecken. Der weiße Fleck über dem Auge fehlt bis zur ersten Mauser. Die Iris ist hell braun.

## Lautäußerungen
Wenig ist über die Lautäußerungen des Weißschwanz-Blauraben bekannt. Typisch ist für ihn ein Schnatterruf der wie tscha-tscha-tscha-tscha klingt und vermutlich sozialer Interaktion dient. Auch ein doppelter cläp-cläp-Ton gehört zu seinem Repertoire.

## Fortpflanzung
Es ist nur sehr wenig über das Brutverhalten des Weißschwanz-Blaurabe bekannt. Erwachsene Tiere wurden von Februar bis März beobachtet, wie sie Nestmaterial herbeigeschafft haben. Sehr wahrscheinlich sind sie Alleinbrüter. Die Nester werden oft in großen Bäumen in der Nähe von Dörfern gebaut.

## Verhalten und Ernährung
Im Magen eines Weißschwanz-Blauraben wurden Käfer, Ameisen, anderen Insekten und Samen gefunden. Ein Pärchen wurde dabei beobachtet, wie es das Nest eines Blassfußtöpfers (Furnarius leucopus Swainson, 1838) plünderte, in dem sie offenbar ein Loch in die Seite der Lehmstruktur hackten, um an die Eier zu kommen. Bei der Nahrungssuche kann man sie in Gruppen bis zu zehn Tieren sehen, aber auch als Pärchen oder alleine. Hier suchen sie auf allen Straten des Waldes, von Waldungen oder Gebieten mit Gestrüpp. Regelmäßig bewegt er sich auch am Boden. Hier unterscheidet er sich von konspezifischen Arten, was vermutlich an seinem offenen bis halboffenen Lebensraum liegt. Man findet ihn auch öfters an menschlichen Siedlungen als dies bei anderen Hähern der Fall ist. Sein Futter sucht er auch oft in Gärten und frisst dabei Eier von domestizierten Truthähnen und Enten.

## Verbreitung und Lebensraum

Verbreitungsgebiet des Weißschwanz-Blauraben

Der Weißschwanz-Blaurabe bevorzugt verschiedene Lebensräume, die von halbfeuchten Wäldern bis trockne Waldungen reicht. Insbesondere dichte Vegetation in der Nähe von Strömen und Flüssen in Höhenlagen von Meeresspiegel bis 2600 Meter werden von ihm bevorzugt. In Loja findet man ihn auch in Gebieten mit halb immergrünem Wolken- und Nebelwald. Besonders liebt er Prosopis-Wälder und strauchige Kakteensteppen. Er kann aber auch in landwirtschaftlichen Gebieten mit Bäumen anzutreffen sein. Sein Verbreitungsgebiet erstreckt sich über den Südwesten Ecuadors in den Provinzen Guayas, El Oro und das westliche Loja und den Nordwesten Perus südlich bis in den Westen der Region La Libertad.

## Migration
Der Weißschwanz-Blaurabe gilt als Standvogel.

## Etymologie und Forschungsgeschichte

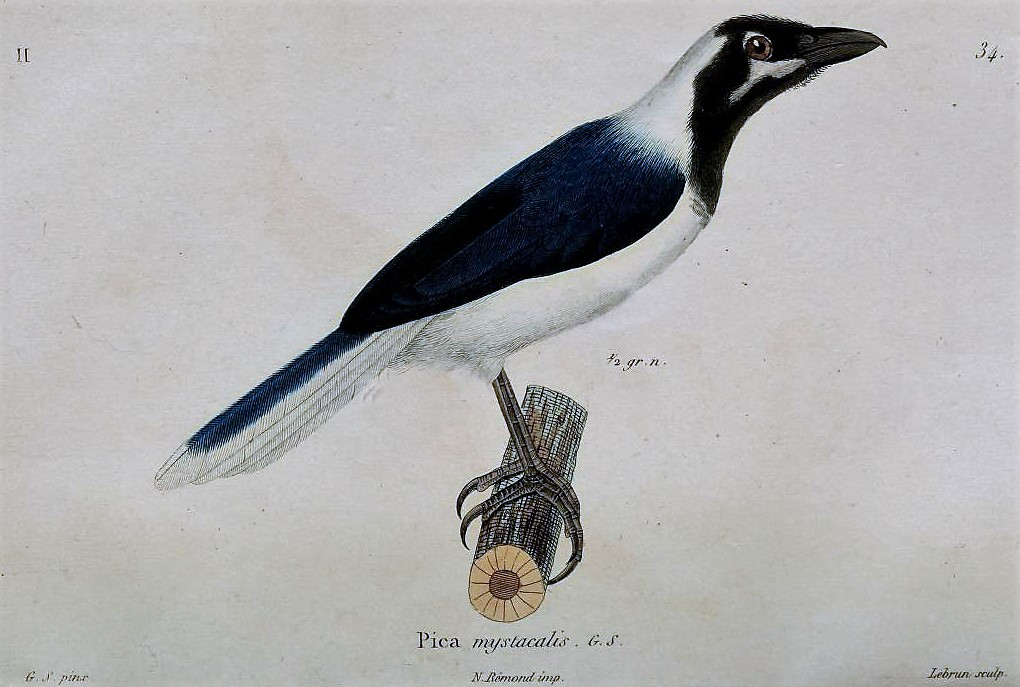
Weißschwanz-Blaurabe illustriert von de Sparre (G.S.)

Die Erstbeschreibung des Weißschwanz-Blauraben erfolgte 1835 durch Louis Ernest Gustave de Sparre unter dem wissenschaftlichen Namen Pica mystacalis. Als Fundort gab er Guayaquil an. Das Typusexemplar stammte aus der Sammlung von François Victor Masséna. 1826 führte Friedrich Boie die neue Gattung Cyanocorax für den Kappenblaurabe (Cyanocorax chrysops (Vieillot, 1818)) (Synonym Corvus pileatus) ein. Dieses Wort leitet sich vom griechischen »cyanos κυανος« für »dunkel blau« und »corax, coracos κοραξ, κορακος« für »Rabe, Krähe« ab. Der Artname »mystacalis« ist das lateinische Wort für »bärtig«.